# Ferrovia costiera Asa
La Ferrovia costiera Asa (阿佐海岸鉄道株式会社?, Asa Kaigan Tetsudō Kabushiki-gaisha), chiamata anche Asatetsu (阿佐鉄?), è una compagnia di trasporto passeggeri che gestisce una linea ferroviaria nelle prefetture di Kōchi e Tokushima, con sede a Kaiyō, nella prefettura di Tokushima a in Giappone.

## Storia
L'azienda è stata fondata il 9 settembre 1988. Ha aperto la linea Asatō il 26 marzo 1992. Dal 2020 al 2021, l'azienda ha adattato la linea per far circolare veicoli a doppia modalità autobus/treno. Il servizio è ripreso il 25 dicembre 2021.

## Linee ferroviarie
L'azienda gestisce una sola linea ferroviaria.
| Linea       | Nome giapponese | Distanza totale | Capolinea             | Stazioni |
| ----------- | --------------- | --------------- | --------------------- | -------- |
| Linea Asatō | 阿佐東線        | 94,2            | Awa-Kainan - Kannoura | 29       |

## Materiale rotabile

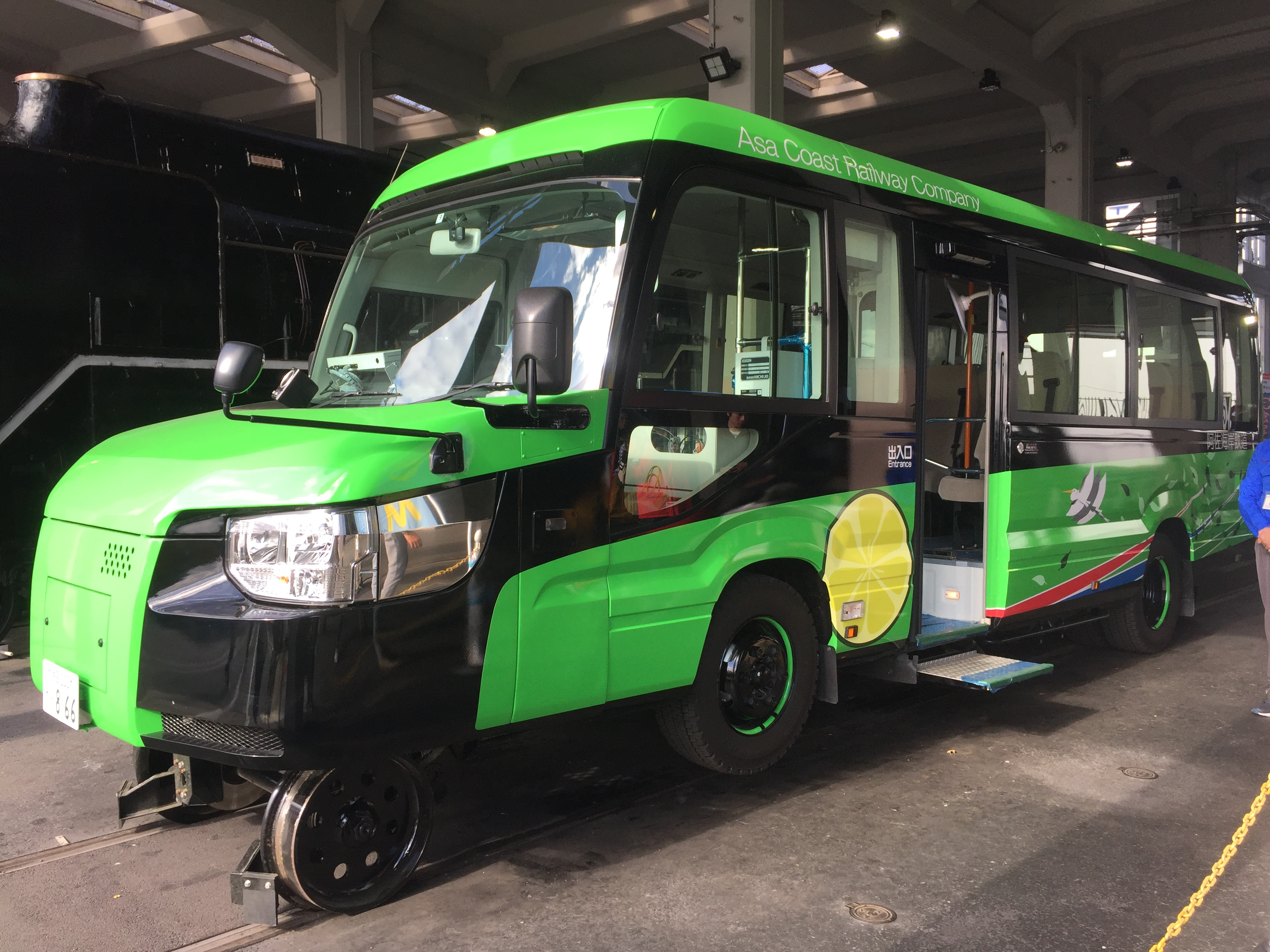
DMV

L'azienda gestisce i DMV (Dual Mode Vehicles), veicoli a doppia modalità che possono circolare sia su strada che su rotaia.
- Tipo DMV93